# Три рубля (фильм)
Три рубля (груз. სამი მანეთი) — советский короткометражный фильм-комедия 1976 года киностудии «Грузия-фильм». Четвёртая новелла из цикла короткометражных телефильмов Резо Габриадзе о весёлых приключениях трёх дорожных мастеров. 

## Сюжет
Найдя на дороге возле бытовки три рубля, дорожные мастера Абессалом, Бесо и Гигла решили податься в город. Приоделись и поехали на «Запорожце» в Тбилиси. Сначала их машину за нарушение останавливает милиционер и отбирает один рубль в качестве штрафа. Затем друзья решают выиграть книги в лотерее, но потратив ещё один рубль на четыре билета, не выигрывают ничего. Приехав в парк Ваке, Абессалом, Бесо и Гигла решают потратить деньги на аттракционы, но вскоре Гигла нечаянно роняет ещё один рубль в фонтан, и у друзей не остаётся денег. Хитрый Гигла умудряется покататься бесплатно, сопровождая мальчика, чья мама боится кататься на аттракционах. Затем друзья решают вернуться обратно, но навстречу им едет пожарная машина с включённой сиреной. Абессалом, Бесо и Гигла решают поехать смотреть на пожар и предложить свою помощь. Преследуя пожарных, они с ужасом обнаруживают, что их бытовка и всё, что было в ней, сгорело. Оказалось, что невнимательный Гигла забыл выключить утюг. На следующее утро друзья продолжают работу, нанося дорожную разметку в своей парадной одежде.

## В ролях
- Кахи Кавсадзе
- Баадур Цуладзе
- Гиви Берикашвили

## Видеоиздания
Выпускался на видеокассетах VHS изданием «Мастер Тэйп» в серии «Короткометражные фильмы Резо Габриадзе».